# 普里斯特利冰川

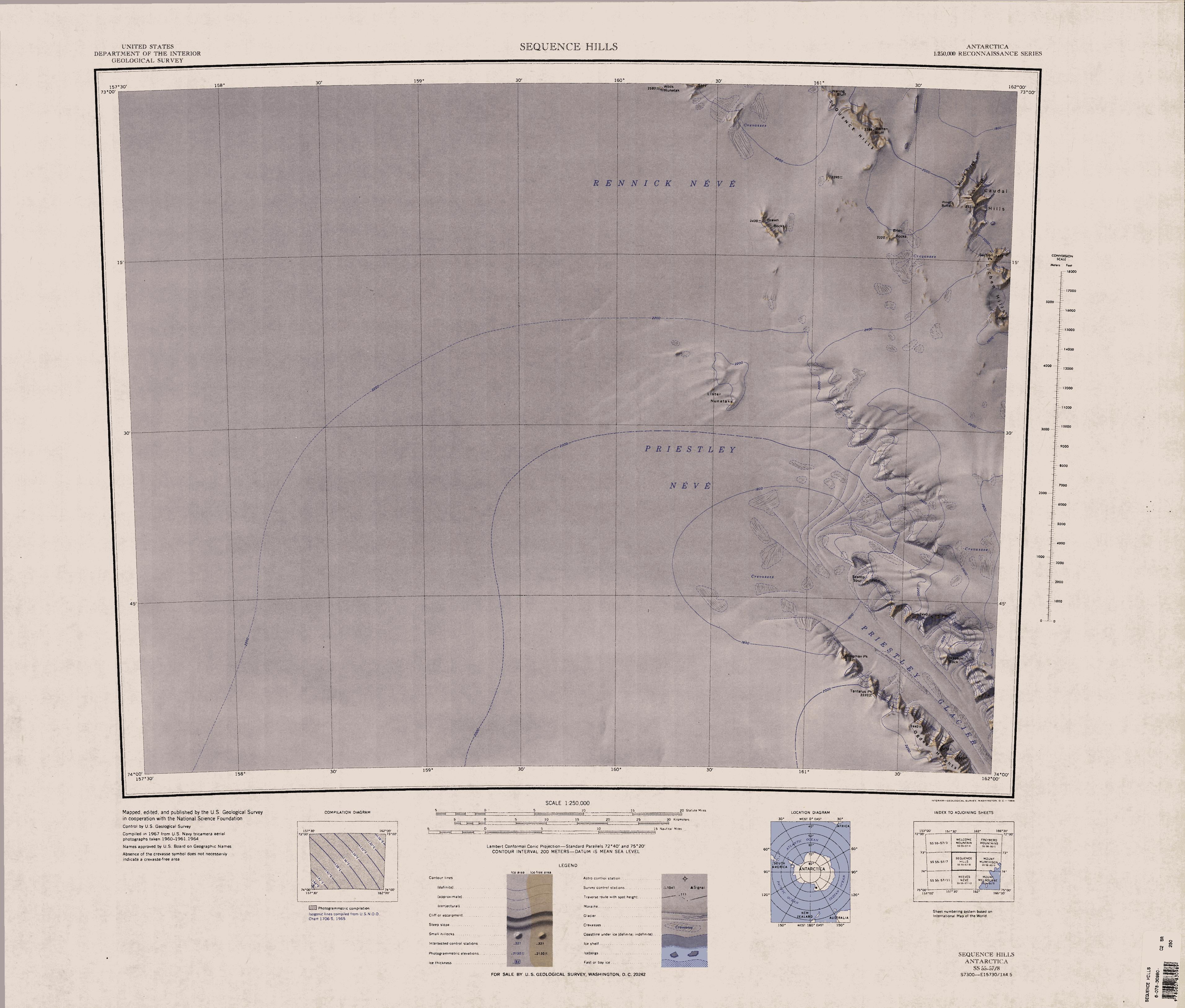

73°35′S 160°20′E / 73.583°S 160.333°E
普里斯特利冰川（英語：Priestley Glacier）是南極洲的冰川，位於維多利亞地，全長約96公里，發源自南極高原邊緣，最終注入南森冰架北端，以地質學家命名。